# Scania Interlink

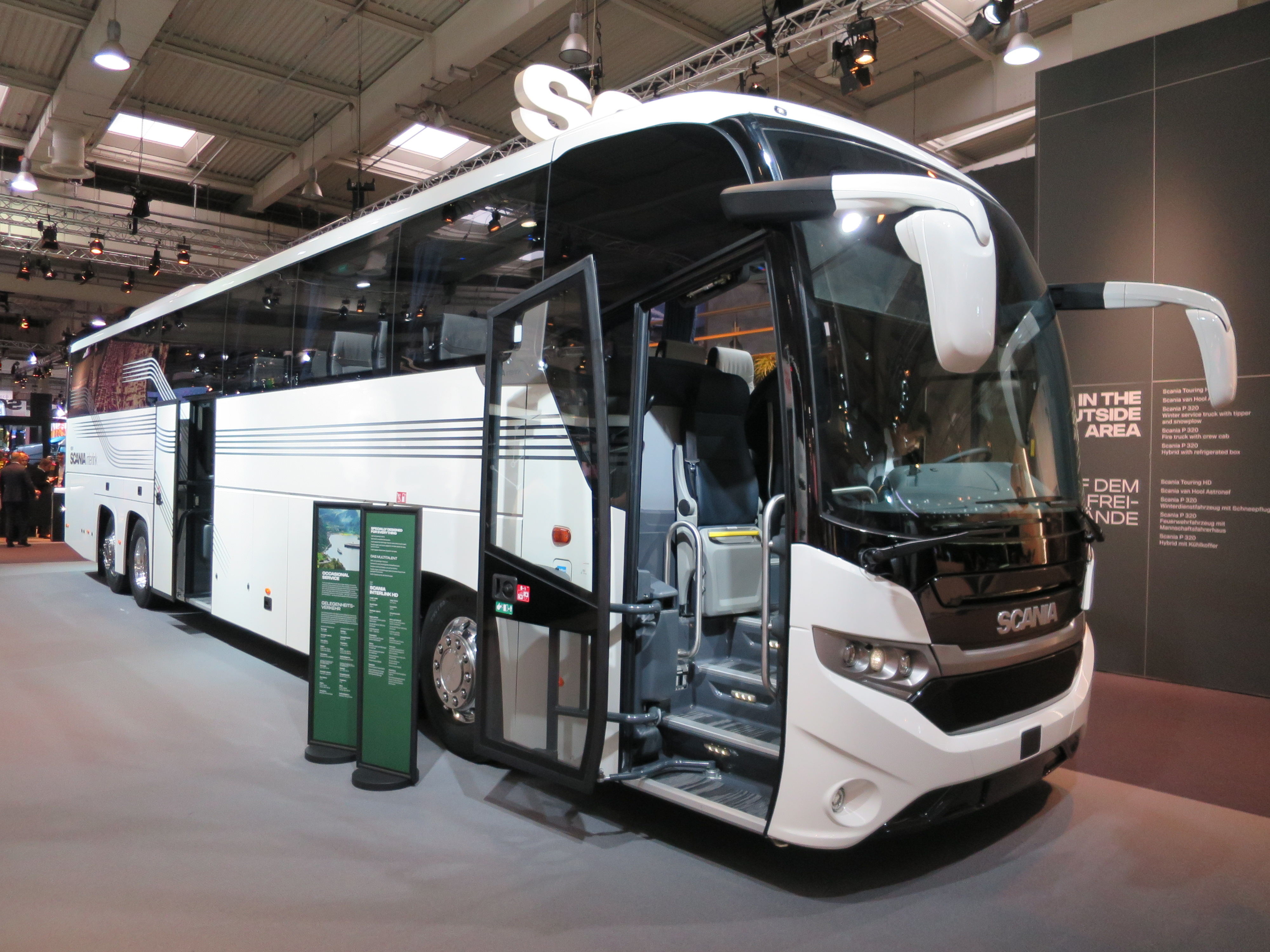
Scania Interlink

Scania Interlink — туристичний автобус особливо великої місткості, що випускається компанією Scania з 2015 року.